# Nikolay Anikin
Pour les articles homonymes, voir Anikine.
Nikolay Anikin ou Nikolaï Petrovitch Anikine (en russe : Николай Петрович Аникин), né le 25 janvier 1932 à Ichim (oblast de Tioumen), mort à Duluth (Minnesota) le 14 novembre 2009, est un ancien fondeur soviétique.
Il est diplômé de l'Institut de la culture physique de Moscou en 1954. De 1982 à 1984, il était l'entraîneur principal de l'équipe nationale de l'URSS. De 1989 à 1992, il travaille comme consultant pour l'équipe nationale américaine.
Anikin est mort d'un cancer à son domicile à Duluth dans le Minnesota, à l'âge de 77 ans.

## Jeux olympiques
- Jeux olympiques d'hiver de 1956 à Cortina d'Ampezzo (Italie)
  -  Médaille d'or en relais 4 × 10 km.
- Jeux olympiques d'hiver de 1960 à Squaw Valley (États-Unis)
  -  Médaille de bronze sur 30 km.
  -  Médaille de bronze en relais 4 × 10 km.

## Championnats du monde
- Championnats du monde de ski nordique 1958 à Lahti (Finlande)
  -  Médaille d'argent en relais 4 × 10 km.